# Der Mann ohne Nerven (1975)
Der Mann ohne Nerven (Originaltitel: Breakout) ist ein US-amerikanischer Actionfilm aus dem Jahr 1975. Regie führte Tom Gries, die Hauptrollen übernahmen Charles Bronson, Robert Duvall, Jill Ireland und John Huston.
Das Drehbuch schrieben Howard B. Kreitsek, Marc Norman und Elliott Baker anhand des Buches The 10-Second Jailbreak. The Helicopter Escape of Joel David Kaplan von Eliot Asinof, Warren Hinckle und William W. Turner.

## Handlung
Der US-Amerikaner Jay Wagner wird 1971 in Mexiko verhaftet, des Mordes beschuldigt und zu einer 28-jährigen Haftstrafe verurteilt, obwohl er unschuldig ist. Auf diese Weise will die treibende Kraft der Ereignisse, Jays Großvater Harris Wagner, verhindern, dass sein Enkelsohn ihn der Korruption im Geschäftsleben überführt.
Jays Ehefrau Ann arbeitet einen Plan aus, um Jay zu befreien, und leiht sich bei Harris Geld, um ihren Plan ausführen zu können. Sie wendet sich an Nick Colton, der in Brownsville Texas einen Flugservice unterhält, und ihren Mann während Straßenbauarbeiten außerhalb des Gefängnisses mit einer seiner Sportmaschinen aufnehmen soll. Der Versuch scheitert. Ebenso wie ein zweiter Plan Coltons, den er mit seinem Partner Hawk Hawkins durchführt. Dazu schleicht sich Hawk als Prostituierte verkleidet in das Gefängnis ein. Er wird jedoch enttarnt und verprügelt.
Colton startet eine dritte Rettungsaktion mit einem Hubschrauber, die trotz einer Reihe von Schwierigkeiten bis zum US Grenzflughafen führt. Dort versucht jedoch ein von Harris angeheuerter Killer, Jay in seine Gewalt zu bringen. Im abschließenden Showdown zwischen dem Killer und Nick Colton auf dem Rollweg des Flughafens wird der Killer von einem laufenden Propeller einer heranrollenden Maschine zerfetzt.

## Produktion und Hintergrund
Der Film wurde in Frankreich und in Spanien gedreht. Er spielte in den Kinos der USA ca. 16 Millionen US-Dollar ein.
Die Handlung von Breakout ist durch die echte Befreiung des in Mexiko inhaftierten Joel David Kaplan im Jahr 1971 und des dazu erschienenen Buches inspiriert. Die im Film eingesetzte Sportmaschine ist eine Piper PA-18, der Hubschrauber ist eine Alouette II.
Entgegen der oft verbreiteten Annahme Der weiße Hai (Jaws), der im Juni 1975 in die Kinos kam, sei der erste Spielfilm der (US-)Kinogeschichte mit einem das Kino revolutionierenden Massenstart gewesen, ist der bereits im März 1975 erschienene Der Mann ohne Nerven, der mit angeblich 1.300 Kopien in 1.000 US-Kinos gleichzeitig gestartet sein soll, als erster Blockbuster festzuhalten. Zwar war Breakout lange nicht so erfolgreich wie Jaws, spielte seine geschätzten Produktionskosten jedoch in knapp zwei Wochen bereits wieder ein.

## Kritiken
Roger Ebert, der auf den Bezug zur Kaplan-Befreiung eingeht, schrieb in der Chicago Sun-Times vom 29. Mai 1975, Kaplan würden Verbindungen mit der CIA nachgesagt. Während der Film den politischen Hintergrund weitgehend auslasse, wäre es besser gewesen, wenn er als reiner Thriller gedreht worden wäre. Der „erstklassige Actionstar“ Bronson zeige in einigen Szenen Inkompetenz.
Das Lexikon des internationalen Films war der Ansicht, der Film biete „sehr routinehaft angelegte und inszenierte Unterhaltung, die ausschließlich auf Action“ baue.
Die Zeitschrift Cinema befand: „Solide bis schlagkräftige Action: nicht originell, aber gekonnt von viel besseren Filmen abgekupfert.“
Die Frankfurter Allgemeine Zeitung meinte: „Ein Komiker wurde geboren, angesiedelt etwa zwischen Quax, dem Bruchpiloten, und dem Zyniker James Bond.“
Die Frankfurter Rundschau zog das Fazit, „Regisseur Gries zieht (die) Mischung aus Action-Szenen und reflektiven Zwischentönen sorgfältig und gekonnt durch ... dass er hier auch Bronson eine neue Seite, nämlich die der etwas bedepperten Hilflosigkeit, abgewinnt, macht seinen Film noch sympathischer“.

## Auszeichnungen
Der Film erhielt im Jahr 1976 für den Tonschnitt den Golden Reel Award.